# 붉은메기

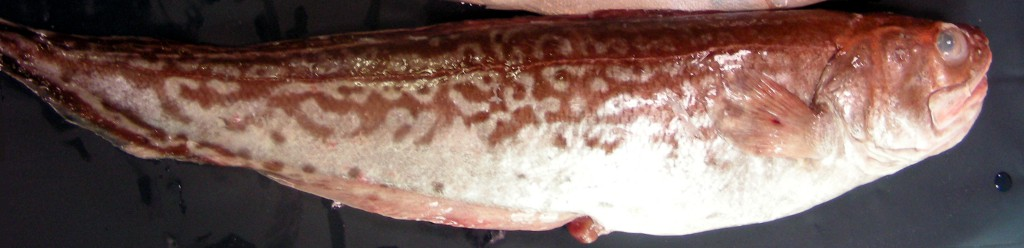

붉은메기 또는 대구아재비는 주로 한국, 일본, 중국 등에 서식하는 바닷물고기이다. 나막스라고도 불리며, 수심100~350m깊이에 서식한다. 한국에서는 주로 남해 일대 거제, 통영 등지에서 잡히고 유통된다. 등쪽은 붉은 빛을 배쪽은 은빛을 띈다.